# Refugio de Colomina
El refugio de la Colomina es un refugio de montaña en la cabecera de la Vall Fosca, a 2425 m de altitud, junto al lago de Colomina, en el término municipal de la Torre de Cabdella, en el Pallars Jussá, provincia de Lérida, España.
Se accede desde el embalse de Sallente, a 1777 m, donde hay un aparcamiento. Desde aquí, una fuerte subida lleva primero al lago Gento, a 2142 m, y después al lago de Colomina, a 2420 m. Si funciona el teleférico hasta el lago Gento, después solo hay 45 minutos de ascenso.
El embalse de Sallente está a 4,5 km del pueblo de la Torre de Capdella, y a unos 35 km de Pont de Suert, en dirección norte a lo largo de la Vall Fosca.

## Situación
El refugio se encuentra en el extremo sur de la ruta Carros de Foc, una travesía de 55 km que recorre todos los refugios que se encuentran dentro del Parque nacional de Aiguas Tortas y Lago de San Mauricio. En esta ruta se puede acceder en 3 a 5 horas desde el refugio Josep Maria Blanc (2310 m), al este, en el valle de Peguera, a través del collado de Saburó, a 2668 m; en 4 a 6 horas desde el refugio del Estany Llong (1985 m), al norte, en el valle de Aiguas Tortas, a través de la Colladeta de Dellui, a 2577 m, y en 4 a 6 horas desde el refugio Ernest Mallafré (1893 m), junto al lago de San Mauricio, a través de los collados de Saburó (2668 m) y Monestero (2716 m)
La zona lacustre que rodea el refugio, con 24 lagos, es la más amplia del Pirineo.

## Historia
El refugio de la Colomina se construyó en torno a 1917 con el nombre de Casa Keller, por el ingeniero suizo que vivió en él durante la construcción de la primera obra hidroeléctrica que se construyó en España. El edificio, propiedad de FECSA, fue cedido a la FEEC (Federació d'Entitats Excursionistes de Catalunya).
En 1985 se realizó una gran reforma para restaurar y acondicionar el edificio.

## Características
El refugio tiene 36-40 plazas en habitaciones colectivas, con sábanas y duchas en verano, además de comidas. Ofrece servicio de guías y en torno a 200 excursiones por el entorno. 
En invierno, hay un refugio abierto de 18 plazas con colchón, mantas y radio de emergencia.
Desde el refugio se pueden hacer numerosas escaladas, entre las que destaca la cara oeste del pico de Peguera y la cara sudeste del pico de Colomina (2673 m).
Las cimas más cercanas son el pico de Mainera, de 2905 metros, el pico de Peguera, de 2982 metros, el pico de Saburó, de 2908 metros y el pico de Mar, de 2902 metros.